# Zwartstaarttrogon
De zwartstaarttrogon (Trogon melanurus) is een vogel uit de familie Trogonidae.

## Verspreiding en leefgebied
Deze soort komt voor van Panama tot Venezuela.

## Status
De grootte van de populatie is in 2019 geschat op 5-50 miljoen volwassen vogels. Op de Rode lijst van de IUCN heeft deze soort de status niet bedreigd.